# Jamie Walker
James Ross Walker dit Jamie Walker, né le 1er juillet 1971 à McMinnville (Tennessee) est un joueur américain de baseball qui évolue en Ligue majeure au poste de lanceur de relève de 1997 à 2009. Il est actuellement agent libre.

## Biographie
Drafté le 1er juin 1992 par les Houston Astros, Walker joue quatre saisons en ligues mineures dans l'organisation des Astros avant d'être libéré en 1996. Il signe alors chez les Atlanta Braves le 9 décembre 1996 puis est échangé aux Kansas City Royals le 27 mars 1997.
Walker débute en ligue majeure le 2 avril 1997 sous les couleurs des Royals. Libéré par les Royals le 27 juillet 2000, il signe chez les Cleveland Indians le 9 février 2001 mais se contente d'évoluer en Ligues mineures. Agent libre au terme de cette saison, il rejoint les Detroit Tigers le 6 novembre 2001. Il intègre le bullpen des Tigers et participe à environ un tiers des matches de ligues majeures des Tigers entre 2002 et 2006.
Agent à la fin de la saison 2006, il s'engage chez les Baltimore Orioles le 21 novembre 2006. Il est libéré de son contrat le 4 juin 2009.